# 산외중학교
산외중학교(山外中學校)는 대한민국 전북특별자치도 정읍시 산외면 정량리에 있는 공립 중학교이다.

## 학교 연혁
- 1971년 1월 16일 : 산외중학교 9학급 설립 인가
- 1971년 3월 19일 : 산외중학교 개교
- 2022년 3월 1일 : 제18대 이건구 교장 부임
- 2024년 2월 8일 : 제51회 졸업생 8명 (총 4,919명)

## 참고 자료
- 산외중학교 - 한국교육학술정보원 학교알리미